# Submissió dels mamelucs d'Egipte (1403)
La submissió dels mamelucs d'Egipte el 1403 va ser un esdeveniment en el qual el sultà mameluc Fàraj va acceptar pagar tribut i llegir la khutba en nom de Tamerlà. Aquesta submissió, tot i que mai va ser més que nominal, va ser promesa de benevolència i protecció per part de Tamerlà. Aquesta submissió es va produir després de les victòries de Tamerlà a Anatòlia, especialment a la batalla d'Ankara del 28 de juliol de 1402.
Fou durant el mes de gener de 1403 quan el sultà mameluc Fàraj, després de les victòries de Tamerlà a Anatòlia, singularment a la batalla d'Ankara del 28 de juliol de 1402, va acceptar pagar tribut i llegir la khutba en nom de Tamerlà. Les fonts no precisen el dia.
Yazdi explica que Fàraj va fer alliberar a Atilmish i el va tractar amb la màxima consideració i després el va enviar a la cort de Timur on també va enviar dos ambaixadors de noms Ahmad i Ukta; Fàraj declarava que es penedia de les accions passades i es comprometia a pagar el tribu anual i a ser lleial a Timur i llegir la khutba en el seu nom. Timur va prometre als ambaixadors la seva benevolència i protecció pel sultà Fàraj
Aques submissió mai va passar de ser nominal, però això era freqüent en les submissions a Tamerlà sobretot quan no tenia un exèrtit per fer respectar les promeses que pogués desplaçar-se immediatament si s'incomplien.